# Zwiesiniec szorstki
Zwiesiniec szorstki (Dicranodontium asperulum) – gatunek mchu należący do rodziny widłozębowatych (Dicranaceae).

## Zagrożenia i ochrona
Gatunek był objęty w Polsce ścisłą ochroną gatunkową w latach 2004–2014. Od 2014 roku znajduje się pod ochroną częściową.